# Cerkiew „Sweta Nedelja” w Bataku
Cerkiew-mauzoleum „Sweta Nedelja” (bułg. Църквата-костница „Света Неделя”) – prawosławna cerkiew w Bataku wybudowana w 1813, znana przede wszystkim jako miejsce pogromu mieszkańców osady, którzy w czasie powstania kwietniowego w 1876 bezskutecznie szukali w niej schronienia przed osmańskimi baszybuzukami. Po wyzwoleniu Bułgarii w 1878 zamieniona w mauzoleum, zaś w 1955 w muzeum.

## Historia cerkwi
Cerkiew „Sweta Nedelja” w Bataku została wybudowana w 1813 w ciągu 75 dni. Według legendy tak krótki czas budowy świątyni spowodowany był rozporządzeniem osmańskiego zarządcy (paszy) z Płowdiwu, które głosiło, że prace konstrukcyjne nie mogą przedłużyć się ponad okres trzech miesięcy. Mimo iż warunek wydawał się niemożliwy do spełnienia, dzięki ogromnemu wysiłkowi mieszkańców Bataka cerkiew została zbudowana przed terminem. Budynek miał wysokie kamienne ściany i kształtem przypominał niewielką twierdzę. Liturgie w świątyni były odprawiane w języku cerkiewnosłowiańskim, zaś kazania wygłaszano po bułgarsku.
W czasie powstania kwietniowego na początku maja 1876 Batak został oblężony przez 3-tysięczną armię turecką złożoną głównie z baszybuzuków. Po złamaniu oporu buntowników napastnicy dokonali pogromu miejscowej ludności, zabijając także tych, którzy schronienia szukali w cerkwi. Według różnych szacunków śmierć poniosło od 3 tys. do 5 tys. osób.
Po wyzwoleniu Bułgarii w 1878 cerkiew została zamieniona w mauzoleum. W jego wnętrzu złożono kości poległych, które spoczywają tam do dzisiaj. W 1955 w budynku otwarto Muzeum Państwowe, zaś w 1976 Muzeum Historyczne poświęcone bułgarskiemu odrodzeniu narodowemu, powstaniu kwietniowemu oraz wojnie rosyjsko-tureckiej. Obecnie zawiera ono ok. 500 eksponatów.